# Stazione di Avignone TGV
La stazione di Avignone TGV (in francese Gare d'Avignon TGV) è una stazione ferroviaria situata nel comune di Avignone, Francia.